# بيد أباد (أصفهان)
بيد أباد هي قرية في مقاطعة أصفهان، إيران. عدد سكان هذه القرية هو 27 في سنة 2006.